# Lago Flathead
Il lago Flathead (in inglese Lake Flathead o Flathead Lake) è un grande lago d'acqua dolce situato nello Stato del Montana, negli Stati Uniti d'America. Questo è uno dei laghi più puliti al mondo.

## Geografia
Situato nella parte nord-occidentale del Montana, il lago Flathead raggiunge una profondità massima di 113 m. È lungo 43,9 km, largo 24,9 e ha una superficie di circa 510 km². È situato a 11 chilometri a sud di Kalispell e a 48 chilometri a sud-ovest del Parco nazionale dei ghiacciai. È il lago più esteso del Montana.

## Fauna
I pesci che popolano il lago sono le trote toro, i pesci persici gialli e i coregoni.